# Scott Dobie
Robert Scott Dobie (ur. 10 października 1978 w Workington) – szkocki piłkarz grający na pozycji napastnika. Od 2010 roku jest piłkarzem St. Johnstone. W swojej karierze grał też w: Carlisle United, Clydebank, West Bromwich Albion, Millwall, Nottingham Forest, ponownie w Carlisle United i Bradford City.
W Reprezentacji Szkocji w latach 2002–2003 rozegrał 6 meczów i strzelił 1 gola.